# Alignement du Champ des Roches
L'alignement du Champ des Roches ou Cimetière des Druides est un alignement mégalithique situé sur la commune de Pleslin-Trigavou dans les Côtes-d'Armor, en France.

## Protection
L'alignement mégalithique fait l'objet d'un classement au titre des monuments historiques depuis 1889.

## Description
L'alignement mégalithique est constitué de 65 menhirs de quartz filonien blanc (dont 55 sont renversés) disposés sur cinq rangs orientés ouest-est, à raison de quinze à dix-huit blocs par rang. Le plus grand menhir, dit la Roche Tual, mesure 3,50 m de hauteur pour 1,50 m de largeur et 2,50 m d'épaisseur.
Quatre autres blocs de quartzite disposés à environ 100 m à l'ouest, selon la même orientation, pourraient faire partie de l'alignement, ce qui porterait sa longueur maximale jusqu'à 200 m.

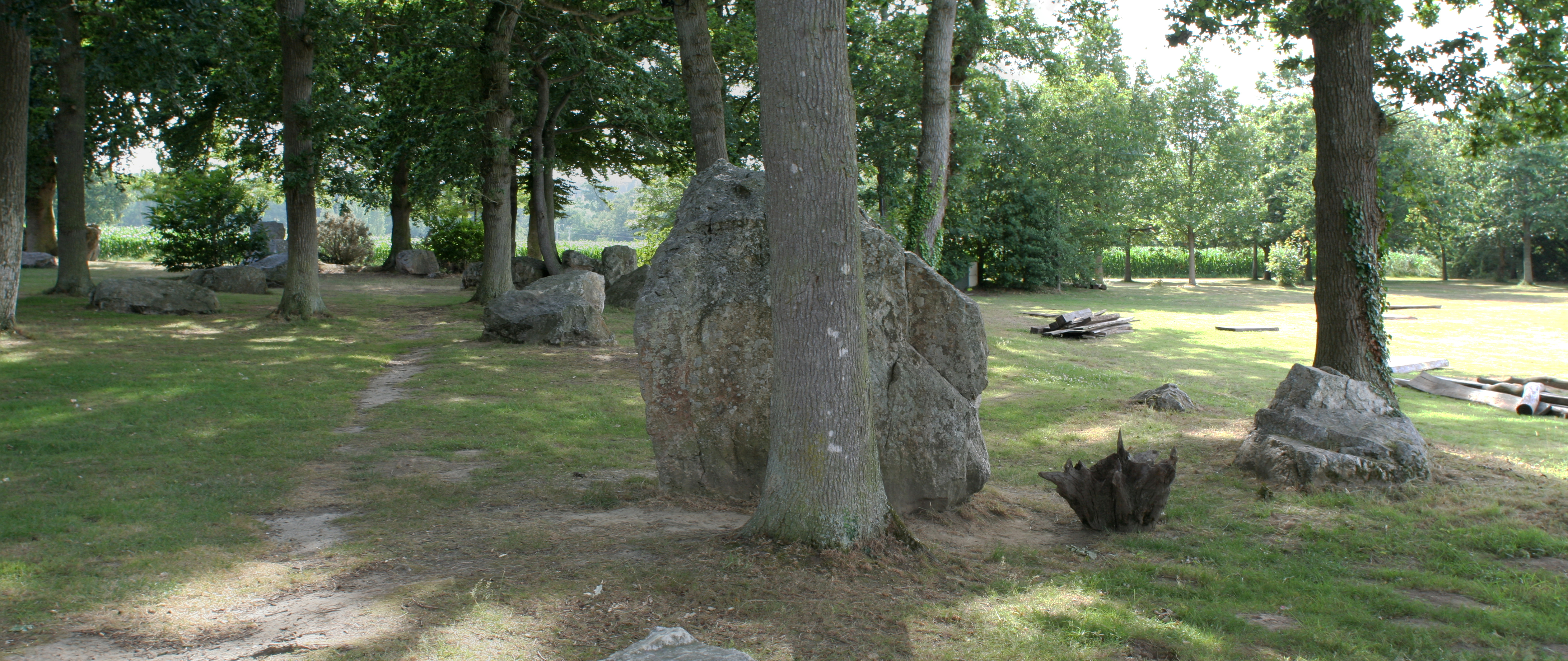
Les menhirs sous les arbres.

## Histoire
Selon la légende, les pierres ont été abandonnées par les fées qui construisaient le mont Saint-Michel.
Une tradition ancienne, encore en vigueur en 1850, voulait qu'on célèbre les roches à la Saint-Jean et à la Saint-Pierre. Cette survivance de traditions druidiques se traduisait par des banquets et des feux de joie.

## Aménagement du site
Une collection de chênes dépendant du Jardin botanique éclaté du pays de Dinan y a été plantée. Elle comprend des chênes indigènes (chêne rouvre, chêne pédonculé), des chênes à feuillage persistant (chêne vert, chêne-liège), des chênes particuliers (chêne blanc)